# Лир, Норман
Норман Милтон Лир (англ. Norman Milton Lear; 27 июля 1922, Нью-Хейвен, Коннектикут — 5 декабря 2023, Лос-Анджелес) — американский сценарист, продюсер, режиссёр и общественный деятель.

## Биография
Норман Лир родился 27 июля 1922 года в Нью-Хейвене, штат Коннектикут. Участвовал во Второй мировой войне, был удостоен ряда наград.
Лир — создатель классических комедийных сериалов «Все в семье» (1971—1979), «Сэнфорд и сын» (1972—1977), «Мод» (1972—1978), «Добрые времена» (1974—1979), «Джефферсоны» (1975—1985) и «Однажды за один раз» (1975—1984).
Шестикратный лауреат премии «Эмми». В 1968 году номинировался на «Оскар» за лучший сценарий к фильму «Развод по-американски».
Основатель правозащитной организации «People for the American Way».
27 июля 2022 года Лиру исполнилось 100 лет.
Умер по естественным причинам 5 декабря 2023 года в Лос-Анджелесе на 102-м году жизни.